# Roman Drymałyk
Roman Drymałyk (ukr. Роман Онуфриевич Дрималик, ur. 19 listopada 1879) – ksiądz greckokatolicki, dziekan birczański w latach 1926-1930.
Syn księdza Onufrija Drymałyka i Teofili z domu Poljanskiej. W latach 1903–1905 studiował we lwowskim seminarium duchownym, a 1904 ukończył seminarium duchowne w Przemyślu. Żonaty z Jeleną Kopystiańską, wyświęcony w 1906. W latach 1906–1908 wikary w Chaszczowie, w latach 1908-1912 wikary w Węglówce, w latach od 1912 do co najmniej 1939 proboszcz w Trzciańcu.
Po wybuchu I wojny światowej aresztowany przez władze rosyjskie 10 września 1914, więziony w Taganrogu.
W latach od 1926 do co najmniej 1930 dziekan birczański. Zmarł po wysiedleniu do ZSRR w obwodzie iwanofrankiwskim u swojej wnuczki.